# Gustav T. Miksch
Gustav T. Miksch, křtěný Gustav Alfons, taktéž uváděn jako Gustav Miksch nebo Gustav Mikš (16. srpna 1857 Velká Úpa – 1. srpna 1918 Košíře) byl český malíř–figuralista období historismu a symbolismu, autor oltářních a žánrových obrazů, také restaurátor chrámových fresek, člen teosofických spolků a publicista.

## Život
Gustav Miksch se narodil ve Velké Úpě v rodině lesnického inspektora Johanna Miksche a jeho ženy Theodory rodem Schneiderové, dcery lesníka z Horního Maršova. V letech 1875–1889 studoval na Akademii výtvarných umění v Praze v ateliéru pro náboženskou malbu Františka Sequense. V roce 1887 získal pražské městské právo, ale bydlel na předměstí v Košířích.
Náboženské založení vedlo Miksche ke vstupu do teosofické lóže U modré hvězdy, jejímž předsedou byl Gustav Meyrink. K jejím členům patřili také hrabě Jan Harrach, spisovatel Julius Zeyer a překladatel Karel Weinfurter. V roce 1897 založili a dali si oficiálně zaregistrovat vlastní Theosofický spolek v Praze, který nesl od roku 1908 název Česká společnost theosofická.
Iniciálu "T." si začal vkládat do jména později, aby se odlišil od stejnojmenného stavitele Gustava Miksche (1865–1922) z Liberce, spolumajitele stavební firmy "Gustav & Ferdinand Miksch".

## Dílo

### Obrazy
- Nástěnné a nástropní malby v kostele sv. Cyrila a Metoděje v Karlíně, 1887-1896 pod vedením Františka Sequense (†1896), pak společně s Antonínem Krisanem[7]
- Svatý Josef (1888), olej na plátně; oltářní obraz
- Zjevení Krista matce na hoře Kalvárii, podle vidění německé mystičky Anny Kateřiny Emmerichové; olejomalba na plátně, (1898)[8]

### Restaurátorské práce
- románské nástěnné malby v kostele Narození Panny Marie ve Starém Plzenci)[9]
- románské nástěnné malby v kostele sv. Klimenta ve Staré Boleslavi
- nástěnné malby (Svatováclavský cyklus) a polychromie sochy sv. Václava ve Svatováclavské kapli katedrály sv. Víta (s Františkem Fröhlichem)

Byl činný také jako historik umění a publicista.